# Oxyria digyna
Espèce
L’Oxyrie à deux stigmates ou Oxyria à deux styles (Oxyria digyna) est une espèce de plantes herbacées vivaces de la famille des Polygonaceae. Elle est relativement abondante dans la toundra arctique mais se trouve aussi dans les zones alpines de l'hémisphère nord (en France : Alpes, Pyrénées, Corse).

## Étymologie
Le nom scientifique vient du grec oxys, « acide », en référence à la saveur piquante de cette plante, et de digyna (dis, « deux », et gynê, « femme ») qui rappelle que la fleur possède deux styles.